# Коне, Ибрагим
Ибрагим Коне (фр. Ibrahim Kone; 30 января 1995) — ивуарийский футболист, полузащитник.

## Карьера
Воспитанник академии «Эгнанда де Зараноу».
Летом 2016 года футболиста подписал молдавский «Саксан». 30 июля Коне дебютировал в основном составе в матче против «Академии». Вышел на поле в стартовом составе, а на 89-й минуте был заменён Андреем Минчевым.
В феврале 2017 года был отдан в полугодичную аренду тираспольскому «Шерифу». Летом 2017 года подписал контракт с белорусским клубом «Слуцк». По окончании сезона 2017 года он покинул расположение клуба.